# Progomphus herrerae
Progomphus herrerae là loài chuồn chuồn trong họ Gomphidae. Loài này được Needham & Etcheverry mô tả khoa học đầu tiên năm 1956.